# Gamasiphis trituberosus
Gamasiphis trituberosus är en spindeldjursart som beskrevs av Wolfgang Karg 1990. Gamasiphis trituberosus ingår i släktet Gamasiphis och familjen Ologamasidae. Inga underarter finns listade i Catalogue of Life.